# Brasílio Itiberê da Cunha Luz
Brasílio Itiberê da Cunha Ferreira Luz, também conhecido como Brasílio Itiberê II (Curitiba, 17 de maio de 1896 - Rio de Janeiro, 10 de dezembro de 1967) foi um folclorista, músico e escritor brasileiro.

## Biografia
Nascido em Curitiba, era sobrinho de Brasílio Itiberê da Cunha, João Itiberê da Cunha e do Monsenhor Celso Itiberê da Cunha.
Morando no Rio de Janeiro, onde transferiu residência para cursar Engenharia Civil, participou de movimentos literários na então capital brasileira e ajudou a fundar a Revista Festa (revista modernista) e com os conselhos de Villa-Lobos e Pixinguinha, abandonou a engenharia para dedicar-se a música.
Foi professor de folclore no Instituto de Artes da antiga Universidade do Distrito Federal e do Conservatório Nacional de Canto Orfeônico. Na Revista Festa, escreveu alguns dos mais significativos contos do modernismo brasileiro.
Entre suas mais conhecidas composições, podemos citar:  Suíte Litúrgica Negra, Trio nº1, Oração da Noite, O Canto Absoluto, Estâncias, Epigrama.
Como prosador e poeta, escreveu: Ora Vejam Só, Seu Jujuba...(1963); Mangueira, Montmartre e Outras Favelas - Viagens e Várias Histórias (1970).

## Obras de Brasílio Itiberê da Cunha Luz
- Invenção nº 1, 1934
- Poema para Klavier, 1936
- Seis Estudos, 1936
- Ponteio para São João, 1938
- Cordão de Prata, 1939
- Suíte Litúrgica Negra para Klavier, 1939
- A Infinita Vigília para Coro, 1941
- O Cravo Tropical para Klavier, 1944
- Introdução e allegro, 1945
- Duplo Quinteto, 1946
- O Canto Absoluto para Coro, 1947
- A Dor, meu Senhor para Coro
- Contemplação para Coro
- Rito do Irmão Pequeno para Coro
- Oração da Noite para Coro
- Invocação para Klavier
- Canto e Dança Suite para Klavier
- Toccata para Klavier
- Quarteto de Cordas número 1
- Trio número 1
- Introdução e Allegro para Flöte, Klavier e Streichquartettsexteto
- Epigrama para Coro
- Prelúdio Vivaz para Orquestra
- Salmo 150 para Coro e Orquestra